# Leiostyla simulator
Leiostyla simulator é uma espécie de gastrópode  da família Pupillidae.
É endémica de Portugal.